# В сумерках
«В су́мерках» (англ. In the Gloaming) — американский телевизионный фильм 1997 года режиссёра Кристофера Рива, поставленный по одноимённой книге Элис Эллиот Дак.

## Сюжет
Денни (исполняет Роберт Шон Леонард) умирает от СПИДа; он возвращается домой, чтобы провести в нём свои последние месяцы.
Он испытывает моменты близости с матерью, — но отгораживается от отца и сестры.

## В ролях
| Актёр              | Роль                       |
| ------------------ | -------------------------- |
| Роберт Шон Леонард | Денни                      |
| Гленн Клоуз        | Джанет                     |
| Бриджит Фонда      | Энн                        |
| Вупи Голдберг      | Сестра Мирна (Nurse Myrna) |
| Дэвид Стрэтэйрн    | Мартин                     |
| Энни Старк         | молодая Энн                |
| Уилл Рив           | молодой Денни              |

Композитор: Дейв Грусин.